# Margareta Szallay
Margareta Szallay (n.  ?) a fost o solistă română, care a fost distinsă cu titlul de artist emerit.

## Distincții
- titlul de Artist Emerit al Republicii Populare Romîne (26 august 1954) „pentru merite excepționale în domeniul dezvoltării artei”[1]